# 8149-es mellékút (Magyarország)
A 8149-es számú mellékút egy közel 5 kilométer hosszú, négy számjegyű mellékút Komárom-Esztergom vármegye területén. Bábolna városa és a tőle délre fekvő települések összekötésében van szerepe.

## Nyomvonala
Tárkány és Bábolna közigazgatási határának közvetlen közelében, de – úgy tűnik – tárkányi területen északi szélén ágazik ki a 8146-os útból, annak 5. kilométere közelében, északnyugati irányban. A 2. kilométere előtt lép teljesen bábolnai területre, és a 4. kilométere táján éri el a város lakott részeit. Ott előbb Tárkány út, majd Dr. Köves János utca a neve – utóbbival a neves állatorvos-szerológus Köves János emlékét őrizve –, véget is így ér, beletorkollva a 8136-os útba, annak 27+300-as kilométerszelvénye közelében.
Teljes hossza, az országos közutak térképes nyilvántartását szolgáló kira.gov.hu adatbázisa szerint 4,836 kilométer.

## Települések az út mentén
- Tárkány
- Bábolna